# I Set My Friends on Fire
«I set My Friends On Fire» (скорочено ISMFOF) — це американський гурт експериментальної музики з міста Маямі, штат Флорида (США).
Гурт було утворено у 2007 році Меттом Механою (англ. Matt Mehan) і колишнім учасником Набілем Му (англ. Nabil Moo). Гурт підписав контракт з Epitaph Records, перш ніж випустити свій дебютний альбом, «You Can't Spell Slaughter Without Laughter» у 2008 році другий альбом «Astral Rejection» був випущений 21 червня 2011.
Третій студійний альбом Caterpillar Sex, гурт планував випустити у 2015 році.

## Історія

### I Set My Friends on Fire EP (2007—2008)
Раніше Метт Механа і Набіль Му були в одному маловідомому місцевому гурті під назвою We Are The Cavalry
Після їх розпаду, Механа і Му створили свій гурт під назвою «I Set My Friends on Fire».
Дехто думає що нова назва походить від гурту Aiden в яких є пісня під тією ж назвою, однак учасники пояснили що назва в них оригінальна, і вони її самі придумали.
Вони зібрали велику аудиторію через MySpace, через їх перший сингл, кавер на пісню
«Crank That (Soulja Boy)» репера Soulja Boy пісня отримала
більше одного мільйона прослуховувань.
Тим не менш, в MySpace їх сторінку вилучали три рази, тому що були підозри що дует використовував
піратське програмне забезпечення, щоб збільшити
кількість прослуховувань.

### You Can't Spell Slaughter Without Laughter(2008—2009)
Потім дует підписав контракт з Epitaph Records, яка випустила їх дебютний альбом You Can't Spell Slaughter Without Laughter 7 жовтня 2008 Гурт отримав як позитивні, так і негативні відгуки від різних видань, альбом You Can't Spell
Slaughter Without Laughter досяг No29 в списку чарту Billboard Top Heatseekers
Пісня «Things That Rhyme with Orange» стала другим синглом альбому, невдовзі на неї був представлений відеокліп

### Робота разом зі Smosh (2008—2009)
ISMFOF об'єднався з Smosh і
випустили свій перший кліп, який називається «Sex Ed Rocks» він зібрав більше ніж 20,000,000 переглядів на YouTube.
Пізніше у вересні 2009 року, вони об'єдналися ще раз і випустили своє друге музичне відео і четвертий сингл, який називається «Four Years Foreplay» з більш ніж 5,000,000 переглядів.
В інтерв'ю для BVTV, Метт заявив, що він і Ентоні Паділья з Smosh
роздумують над новими ідеями.

## Учасники гурту

### Теперішні учасники
- Matt Mehana — вокал, програмування (2007-наш час)

Учасники на тур
- Joe Nelson — гітара (2011-наш час)
- Airick Delgado — гітара (2012-наш час)
- August Bartell — барабани (2012-наш час)

### Колишні учасники
- Nabil Moo — вокал, гітара, синтезатор, бас, барабани(2007—2010)

- Chris Lent — барабани, гітара (2009—2011)

Колишні учасники на тур
- Blake Steiner — гітара (2010—2011)

- Ashton Howarth — гітара (2011)

- Andrew Tapley — гітара (2010—2011)

- Matt Mingus — барабани (2012)

## Дискографія
Альбоми/мініальбоми
| Дата | Альбом                                     | Лейбл     | Найвища пизиція в частах | Найвища пизиція в частах |
| Дата | Альбом                                     | Лейбл     | US Indie                 | US Heat                  |
| ---- | ------------------------------------------ | --------- | ------------------------ | ------------------------ |
| 2008 | I Set My Friends on Fire (EP)              | Самозапис | —                        | —                        |
| 2008 | You Can't Spell Slaughter Without Laughter | Epitaph   | —                        | 29                       |
| 2011 | Astral Rejection                           | Epitaph   | 47                       | 9                        |
| 2015 | Caterpillar Sex                            | Самозапис | —                        | —                        |